# (5512) 1988 VD7
(5512) 1988 VD7 es un asteroide perteneciente al cinturón de asteroides descubierto el 10 de noviembre de 1988 por Tsutomu Hioki y el también astrónomo Nobuhiro Kawasato desde el Okutama Observatory, Japón.

## Designación y nombre
Designado provisionalmente como 1988 VD7.

## Características orbitales
1988 VD7 está situado a una distancia media del Sol de 2,278 ua, pudiendo alejarse hasta 2,756 ua y acercarse hasta 1,801 ua. Su excentricidad es 0,209 y la inclinación orbital 6,183 grados. Emplea 1256,47 días en completar una órbita alrededor del Sol.

## Características físicas
La magnitud absoluta de 1988 VD7 es 13,3. Tiene 5,323 km de diámetro y su albedo se estima en 0,359. 